# Norwell (Gold Coast)
Norwell ist ein ländlich geprägter Vorort der Stadt Gold Coast in Queensland, Australien. Er liegt etwa 30 Kilometer nördlich des Zentrums und hatte im Jahr 2021 189 Einwohner.

## Geschichte

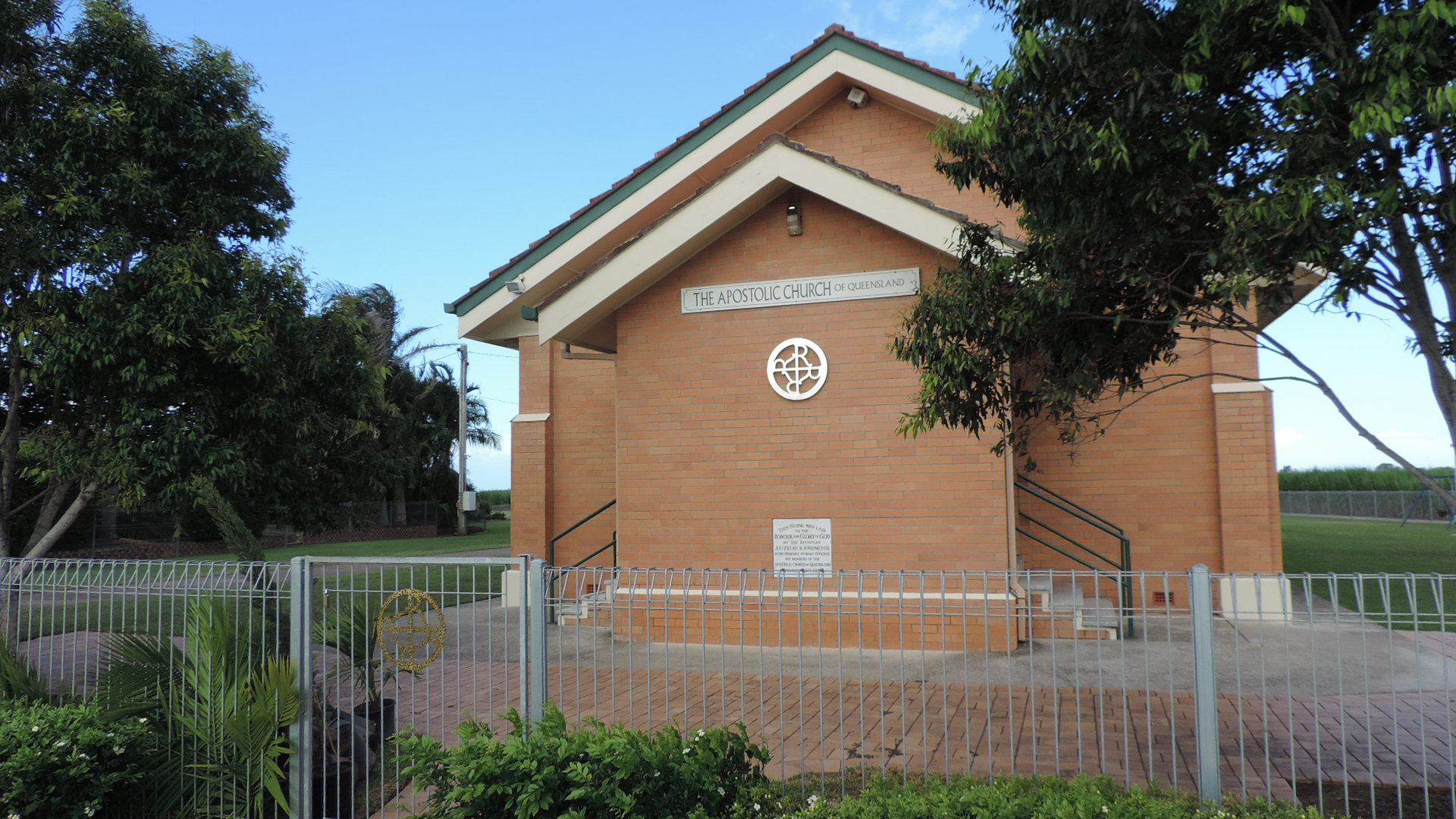
Apostolische Kirche, 1963 neu aufgebaut

Der Name des kleinen Vororts geht auf die Zuckerplantage Norwell zurück, die der Farmer William Pidd in den 1870er Jahren dort betrieb. Damals gab es eine Schmalspurgleisanlage für den Transport des Zuckerrohrs, eine staatliche Schule und je ein Gebäude für eine Lutherische und eine Apostolische Kirche. Heute erinnert lediglich das Gebäude der Apostolische Kirche an diese Vergangenheit.

## Geographie
Norwell grenzt im Norden an Jacobs Well, im Süden an Pimpama, Im Westen an Ormeau und im Norden an Gilberton und Woongoolba.